# Jesper Rasch
Jesper Rasch (Zandvoort, 22 maart 1998) is een Nederlands wielrenner die sinds 2024 rijdt bij de wielerploeg Parkhotel Valkenburg. Naast zijn carrière als wielrenner is hij ook actief als journalist bij een website over wielrennen.

## Carrière
Na vanaf augustus 2018 al stage te hebben gelopen bij de ploeg maakte Rasch in 2019 definitief de overstap naar SEG Racing Academy. Tijdens de stageperiode bij de Nederlandse ploeg had hij deelgenomen aan wedstrijden op Belgische, Nederlandse en Noorse bodem. Een jaar later nam hij deel aan zijn eerste meerdaagse wedstrijd, de Le Triptyque des Monts et Châteaux. In de derde etappe van deze Belgische wedstrijd stapte hij af. Deze etappe werd gewonnen door ploeggenoot Kaden Groves. Tot en met 2021 nam Rasch veelal deel aan eendagskoersen in België en Nederland. In 2022 veranderde dat, nadat hijd de overstap naar ABLOC CT had gemaakt. In Polen won hij zijn eerste etappe: de vierde etappe in de Ronde van Mazovië. In het eindklassement kwam hij zes seconden tekort ten opzichte van de Pool Marceli Bogusławski. De volgende dag was Rasch de sterkste in een massasprint in de Puchar MON en boekte hiermee zijn tweede zege. Eerder dat jaar behaalde hij top tien plaatsen in onder andere de Ronde van Overijssel en de Arno Wallaard Memorial.
In 2023 reed hij eveneens bij ABLOC CT. Wederom was hij actief in meerdaagse wedstrijden in Europa en eendaagse wedstrijden op Nederlandse bodem. Hij won de vierde etappe in de Ronde van Loir-et-Cher, voor Jarne Van de Paar. In het najaar van 2023 reed Rasch drie meerdaagse wedstrijden in China. In de Ronde van het Poyangmeer zegevierde hij in de derde etappe. Hij won de massasprint in Yingtan. De Colombiaan Luis Carlos Chia werd tweede. In de Ronde van Hainan won hij de laatste etappe, waar Itamar Einhorn en Nicolas Dalla Valle naast hem op het podium stonden.

## Overwinningen
2022
Puchar MON
4e etappe Ronde van Mazovië
2023
4e etappe Ronde van Loir-et-Cher
3e etappe Ronde van het Poyangmeer
5e etappe Ronde van Hainan

## Ploegen
- 2018 –  SEG Racing Academy (stagiair vanaf 1 augustus)
- 2019 –  SEG Racing Academy
- 2020 –  SEG Racing Academy
- 2021 –  SEG Racing Academy
- 2022 –  ABLOC CT
- 2023 –  ABLOC CT
- 2024 –  Parkhotel Valkenburg